# Anna Bijns
Anna Bijns (1493 nacida en Amberes – 1575 en Amberes) era una poeta y profesora flamenca. Aunque como mujer no pudo ser miembro de la cámara de retórica, pudo publicar sus obras y encontrar un amplio reconocimiento por su talento literario entre sus contemporáneos. Es la primera autora en literatura de idioma neerlandés que debe su éxito principalmente a la imprenta. Sus obras fueron reimpresas varias veces durante su vida. En los conflictos religiosos de su tiempo, eligió el lado de la Iglesia católica y expresó en sus poemas fuertes críticas a las enseñanzas de Martín Lutero.  También criticó la institución del matrimonio.

## Biografía
Era la hija mayor de un sastre. Tras la muerte de su padre y la boda de su hermana abre una escuela en Amberes con su hermano Martín. Anna Bijns era una de las mujeres raras para ser parte de la hermandad de instructores. La Orden Franciscana le animó para publicar su trabajo "Chambres de Rhétoriques" ( en francés, literalmente cuartos de retóricas). Es posteriormente reconocida por los Humanistas del Renacimiento, quienes le consideran la autora holandesa del siglo XVI cuyos libros se han vendido casi tanto como Erasmo. Su trabajo consta de poemas religiosos y moralizadores, frases polémicas en contra Martin Luther, a quien  considera un instrumento del  mal, poemas de amor y varias sátiras. Como mujer, no pudo ser miembro de la cámara de retórica como su padre, pero es posiblemente la única  joven doncella que recitó un poema en un festival de literatura en Bruselas en 1512. Su primer trabajo publicado fue en 1528, con el título Esto es un folleto puro y bello de frases escrito por la honorable e ingeniosa  doncella Anna Bijns. Fue reimpreso 5 veces y traducido al latín en 1529. Al igual que Erasmo, su carrera fue difundida gracias mayoritariamente al éxito de la expansión de los libros impresos. Considerada la punta de lanza de la Contrarreforma en los Países Bajos, "realmente inició un discurso moderno que Philips van Marnix adoptó y lo convirtió en un clásico para  la generación próxima".

## Oposición al matrimonio de Anna Bijns

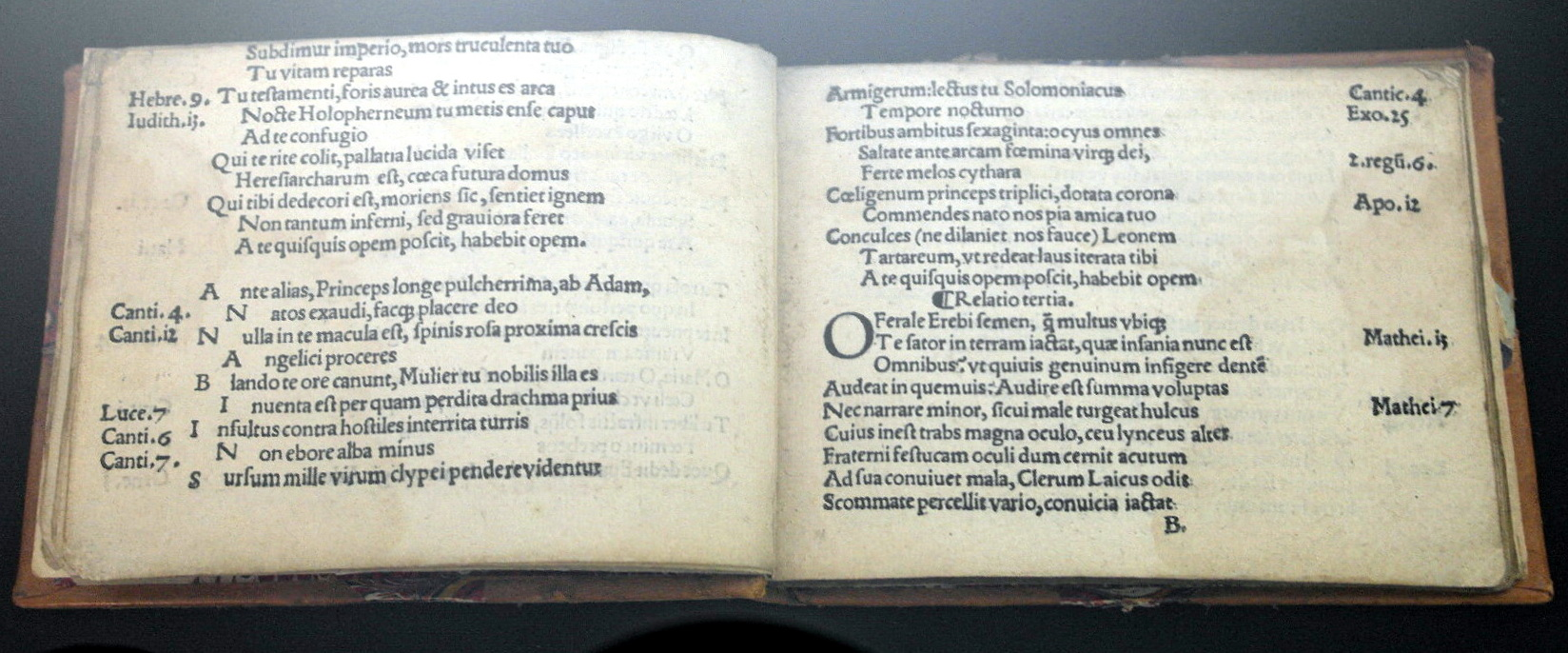
Edición latina de Esto es un folleto puro y bonito de frases ..., 1529

Durante la Edad Media las mujeres en sociedad tuvieron la libertad para unir gremios, practicar profesiones, aprender habilidades, etc. Estuvieron consideradas casi tan iguales a los hombres. Aun así, las cosas empezaron cambiar alrededor del principio del siglo XIV cuando la situación económica y social de las mujeres empezó a disminuir. Fueron excluidas de  trabajar en oficios,. El trabajo principal de una mujer estuvo reducido a mantener la casa y sirviendo a su hombre. Afortunadamente, las cosas empezaron cambiar alrededor del principio del siglo XVI cuando el número de mujeres solas empezó aumentar rápidamente, y muchos escritores empezaron a mostrar la imagen real de matrimonio. Muchísimos señalaron que un matrimonio para ser feliz  tendría que haber respeto y afecto mutuos entre socios. Aun así, el hecho que la tradición prohibió a una mujer  escoger su cónyuge fácilmente dirigido a ser la subordinada de él. Por tanto, según aquellos escritores, el matrimonio feliz era nada  más de un espejismo.
“Matrimonio cruel!” Es la expresión que Anna Bijns utiliza para describir el acto del santo matrimonio tan celosamente reverenciado por otros. Ella abiertamente en su opinión, dice que las chicas saltan al matrimonio sin  pensar en sus consecuencias y fácilmente les llama “sluts” y “vagabundos”. Entonces las mujeres casadas estuvieron consideradas como modelos por  la sociedad. Aun así, Bijns' lo veía como la encarnación de la  frivolidad y estupidez, y no esconde su falta de respeto por ellas. Aún mayor es su repugnancia hacia los hombres de la sociedad que, en su opinión, no hacen más que beber vorazmente y abusar innecesariamente de sus esposas. Con su poema Anna Bijns da una mirada muy sobria a la vida familiar. Se opuso firmemente a los moralistas y líderes religiosos de los siglos XV y XVI, quienes coincidieron en que el matrimonio era la mejor oportunidad para que hombres y mujeres encontraran la plenitud y la felicidad. A diferencia de ellos, Anna Bijns veía el matrimonio solo como gritos y peleas constantes.
Los poemas de Anna Bijns destacan entre los otros textos de la época sobre los matrimonios infelices, porque la autora no teme atacar ni siquiera los asuntos más delicados. Aunque algunos puedan criticarla por el hecho de que va en contra de algo que ella misma nunca ha experimentado, la obra de Bijns sin duda dio ímpetu a la resurrección de los derechos y a la libertad de la mujer.

## Publicaciones de Anna Bijns
- Dit is een schoon ende suverlick boecxken inhoudende veel scoone constige refereinen van de eersame ende ingeniose maecht, Anna Bijn (Esto es un folleto puro y bonito  de frases por el honorable ye ungenuiisa dioncella, Anna Bijns) (Amberes 1528, Jacob van Lieshout).
- Refereinen (Frases), tres colecciones de poemas por Anna Bijns publicado en 1528, 1548 y 1567.
- Refereinen (Frases) Un. Bogaers e.Un. ed. (Róterdam 1875).
- Nieuwe Refereinen (Nuevas frases), W.J.Un. Jonckbloet e.Un. ed. (Gent 1886).
- Onuitgegeven gedichten (Poemas inéditos), Un. Soens, ed. Leuvensche Bijdragen 4 (1902) 199-368.
- Schoon ende suverlijc boecxken (Folleto puro y bonito de frases ), L. Roose ed. 2 delen (Leuven 1987) [facsímil editie].
- ’t Is al vrouwenwerk (Todo es trabajo de mujeres). Refreinen, H. Pleij ed.(Ámsterdam 1987).
- Unos cuantos poemas por Anna Bijns traducido a inglés por Kristiaan Arcke (p 160) en la escritura de las mujeres de los Países Bajos 1200-1875: Una Antología Bilingüe en libros de Google, por Lia furgoneta Gemert, Hermina Joldersma, Olga van Marion, Dieuwke van der Poel, Riek Schenkerveld-van der Dussen,